# Paranandra strandiella
Paranandra strandiella là một loài bọ cánh cứng trong họ Cerambycidae.